# Epigomphus subsimilis
Epigomphus subsimilis – gatunek ważki z rodziny gadziogłówkowatych (Gomphidae). Występuje na terenie Ameryki Centralnej i jest endemitem Kostaryki.